# زبان پارسیگ (کتاب)
زبان پارسیگ (پهلوی): دستور زبان، واژه‌سازی و واج‌شناسی کتابی نوشتهٔ رهام اشه به زبان انگلیسی است.
این کتاب را مریم تاج‌بخش و بزرگمهر لقمان به پارسی ترجمه کرده‌اند.
در این کتاب که جامع‌ترین و مستندترین پژوهش در زمینهٔ زبان پارسیگ یا پهلوی است دستور زبان، واژه‌سازی و واج‌شناسی این زبان برپایهٔ همهٔ نوشته‌های بازمانده از زبان پارسیگ، چون اندرزنامه‌ها و رساله‌های تعلیمی و کتابهای حکمی اعم از دینی و فلسفی و کلامی و اخلاقی و علمی و فقهی و حقوقی و تاریخی و داستانی، مورد بررسی زبانشناسانه قرار گرفته‌اند.
نویسندهٔ این کتاب، واژگونهٔ دیگران، به پارسیگ پاره‌پاره ننگریسته و آن را به مزدیسنی و مانوی و ترسایی و … بخش نکرده و آن را پیکره‌ای یکپارچه دیده است. وی، در این کتاب، خود زبان پارسیگ را پایهٔ کار خویش نهاده، بدان چونان زبانی زنده و پویا درنگریسته، سرچشمه‌ها را باریک‌بینانه و سنجشگرانه بررسیده و نمونه‌هایی بسیار از کمابیش همهٔ نوشته‌های پارسیگ فرادست آموزنده گذارده است. چنین، هر کس، برپایهٔ این کار، خواهد توانست دستور پارسیگ را به نیکی آموزد؛ با واژه‌سازی در این زبان آشنا شود؛ پارسیگ را با دیگر زبانهای ایرانی سنجد؛ بیش از چهار هزار واژهٔ پارسیگ را ریشه‌شناسانه بررسد؛ و واج‌شناسی این زبان را نیز فراگیرد.
زبان پارسیگ، پس از «گویایی ارستو» از پاول پارسی (فیلسوف ایران باستان) و «دیباچه‌ای بر فلسفهٔ تاریخ ایران»، سومین کتاب از مجموعهٔ «خردنامگ» است.